# United Rugby Championship
A United Rugby Championship é uma competição anual profissional de Rugby Union envolvendo dezesseis equipes, sendo 4 da África do Sul, 2 da Escócia, 4 da Irlanda, 2 da Itália e 4 do País de Gales. A liga é uma das três maiores da modalidade na Europa (ao lado da Aviva Premiership (Inglaterra) e da Top 14 (França) e os melhores classificados de cada país por temporada disputam o Copa dos Campeões Europeus de Rugby. A liga é a segunda competição da era da profissionalização do Rugby Union a ter equipes dos dois hemisférios (norte e sul) e também a segunda liga a ter equipes de múltiplos continentes (Europa e África).

## História
A primeira temporada da competição foi a de 2001-02, onde a Liga era originalmente conhecida como Celtic League, por conter times apenas de países celtas. A liga foi renomeada para Magners League por razões de patrocínio nas temporadas de 2006-07 até 2010-11. 
No início da temporada 2010-11 a liga se expandiu de 10 para 12 equipes, abrindo espaço para duas equipes italianas. Entre as temporadas de 2011-12 e 2013-14 a liga foi patrocinada pela RaboDirect e passou a se chamar PRO12, em alusão às 12 equipes profissionais que passara a ter. A partir da temporada 2014-15 a liga passou a carregar o nome da marca de sua patrocinadora, Guinness e a ser conhecida como Guinness PRO12.
Com início na temporada de 2009-10 a liga passou a adotar o sistema de Play-Offs para determinar seu campeão, antes disso, o campeão era determinado por quem conseguisse acumular mais pontos no decorrer da temporada(pontos corridos).

## Times Atuais
Os times atuam no sistema de franquias e representam estados, províncias ou regiões dos seus respectivos países, sendo que os times de maior sucesso são os da Irlanda(que considera Irlanda e Irlanda do Norte) e do País de Gales. Não coincidentemente, nestes países o Rugby é mais popular que o futebol e tem mais representatividade no cenário internacional, já na Escócia e Itália, não competem com o futebol. 
Equipes da África do Sul
Na temporada 2017-18 a liga se expandiu de 12 para 14 equipes abrindo espaço para duas equipes sul-africanas que apesar de participarem da liga não eram elegíveis para as competições européias. Com a inclusão dessas duas equipes, a liga também alterou seu sistema de competições contando agora com duas conferências (A e B) e adequou seu nome para Guinness PRO14. Depois, com o ingresso de mais quatro equipes da África do Sul(Cheetahs e Southern Kings acabaram sendo trocados) , adotou a nomenclatura de United Rugby Championship. A partir da temporada 2022-23 as equipes africanas, a despeito do nome, terão direito também de disputar a Copa dos Campeões Europeus de Rugby. 
Originalmente as equipes sul-africanas disputavam outra grande liga, a Super Rugby, que contava com clubes do Hemisfério Sul. 
Com o ingresso destes, vieram para a competição seus maiores estádios, alguns deles utilizados na Copa do Mundo de Futebol de 2010. o Rugby é considerado o esporte nacional deste país.
| País          | Time             | Fundação | Estádio                    | Capacidade    | Cidade        |
| ------------- | ---------------- | -------- | -------------------------- | ------------- | ------------- |
| África do Sul | Bulls            | 1997     | Loftus Versfeld Stadium    | 51.762        | Pretoria      |
| África do Sul | Lions            | 1996     | Ellis Park Stadium         | 62.567        | Johannesburg  |
| África do Sul | Sharks           | 1995     | Kings Park Stadium         | 52.000        | Durban        |
| África do Sul | Stormers         | 1997     | Cape Town Stadium          | 55.000        | Cape Town     |
| Escócia       | Edinburgh        | 1872     | Edinburgh Rugby Stadium    | 7.800         | Edimburgo     |
| Escócia       | Glasgow Warriors | 1872     | Scotstoun                  | 7.531         | Glasgow       |
| Irlanda       | Conacht          | 1885     | Galway Sportsgrounds       | 8.100         | Galway        |
| Irlanda       | Leinster         | 1879     | RDS Arena Aviva Stadium    | 18.500 51.200 | Dublin        |
| Irlanda       | Munster          | 1879     | Musgrave Park Thomond Park | 8.008 25.600  | Cork Limerick |
| Irlanda       | Ulster           | 1879     | Ravenhill Stadiom          | 18.196        | Belfast       |
| Itália        | Benetton Treviso | 1932     | Stadio Comunale di Monigo  | 6.700         | Treviso       |
| Itália        | Zebre            | 1973     | Stadio Sergio Lanfranchi   | 5.000         | Parma         |
| País de Gales | Cardiff Blues    | 2003     | Cardiff Arms Park          | 12.125        | Cardiff       |
| País de Gales | Dragons          | 2003     | Rodney Parade              | 8.500         | Newport       |
| País de Gales | Scarlets         | 2003     | Parc y Scarlets            | 14.870        | Llanelli      |
| País de Gales | Ospreys          | 2003     | Liberty Stadium            | 20.827        | Swansea       |

## Campeões
| Temporada | Times | Campeão          | Vice-Campeão     |
| --------- | ----- | ---------------- | ---------------- |
| 2001-02   | 15    | Leinster         | Munster          |
| 2002-03   | 16    | Munster          | Neath RFC        |
| 2003-04   | 12    | Scarlets         | Ulster           |
| 2004-05   | 11    | Ospreys          | Munster          |
| 2005-06   | 11    | Ulster           | Leinster         |
| 2006-07   | 11    | Ospreys          | Cardiff Blues    |
| 2007-08   | 10    | Leinster         | Cardiff Blues    |
| 2008-09   | 10    | Munster          | Edinburg         |
| 2009-10   | 10    | Ospreys          | Leinster         |
| 2010-11   | 12    | Munster          | Leinster         |
| 2011-12   | 12    | Ospreys          | Leinster         |
| 2012-13   | 12    | Leinster         | Ulster           |
| 2013-14   | 12    | Leinster         | Glasgow Warriors |
| 2014-15   | 12    | Glasgow Warriors | Munster          |
| 2015-16   | 12    | Connacht         | Leinster         |
| 2016-17   | 12    | Scarlets         | Munster          |
| 2017-18   | 14    | Leinster         | Scarlets         |
| 2018-19   | 14    | Leinster         | Glasgow Warriors |
| 2019-20   | 14    | Leinster         | Ulster           |
| 2020-21   | 12    | Leinster         | Munster          |
| 2021-22   | 16    |                  |                  |

### Por país
| Pos | País          | Campeão | Vice |
| --- | ------------- | ------- | ---- |
| 1   | Irlanda       | 13      | 13   |
| 2   | País de Gales | 6       | 4    |
| 3   | Escócia       | 1       | 3    |
| 4   | Itália        | 0       | 0    |
| 5   | África do Sul | 0       | 0    |